# Кожелянко, Виктор Васильевич
Виктор Васильевич Кожелянко (18 августа 1955, Снячев, Черновицкая область — 20 марта 2010, Киев) — украинский работник спецслужб. Генерал-майор СБУ. Начальник Главного управления «А» («Альфа») Службы безопасности Украины — Управления по борьбе с терроризмом, защите участников уголовного судопроизводства и работников правоохранительных органов. Начальник Главного управления Службы безопасности Украины в Автономной Республике Крым (2006).

## Биография
Родился 18 августа 1955 года в селе Снячев Черновицкой области. В 1980 году окончил Черновицкий государственный университет (экономический факультет, заочно). В 1978 году прошёл также шестимесячные курсы переквалификации оперативного состава КГБ СССР в г. Гомель.
Работал на черновицком заводе «Измеритель» регулировщиком радиоизмерительной аппаратуры, инженером и начальником лаборатории и на предприятии военно-промышленного комплекса МО СССР «Гравитон». В 1982 году в органах КГБ прошёл служебный путь от оперуполномоченного до начальника департамента СБУ. Возглавлял Черкасское областное управление, военную контрразведку, спецподразделение «Альфу». В 2003 году возглавлял различные подразделения и временно главное управление службы.
С 3 февраля 2006 по 28 декабря 2006 — начальник Главного управления в АР Крым. В 2006—2010 годах — начальник департамента оперативного документирования Службы безопасности Украины.
Умер 20 марта 2010 года в Киеве.

## Награды и награды
- Медаль «За военную службу Украине»,
- Отмечен 15 медалями и 5 ведомственными поощрительными знаками отличия Службы безопасности Украины.

## Ссылка
- Умер наш земляк, генерал-майор СБУ Виктор Кожелянко
- История становления Альфа